# Cydron
Cydron lub cedron – mycie lub kąpiel w bieżącej wodzie w Wielki Piątek przed świtem. Stary zwyczaj wielkanocny związany z kultem wody dla upamiętnienia przejścia Jezusa przez rzekę Cedron. Pogański zwyczaj praktykowany przeważnie we wsiach śląskich i podkarpackich leżących w pobliżu rzek, starano się o świcie w Wielki Piątek wykąpać w bieżącej wodzie, myto się również w domu w wodzie przyniesionej z rzeki, stawów i strumieni.
W przestrzeni południowej Polski można odnaleźć niektóre archaiczne elementy celtyckich wpływów kulturowych. Znaczący dla religii Celtów był kult wody. Wierzono, że woda ma charakter uzdrawiający i zapładniający. Obrzędy sprawowano więc najchętniej w pobliżu rzek, źródeł i jezior.
W Kościele katolickim jest to główny dzień celebracji krzyża.